# Chantier naval Fore River de Quincy
Le chantier naval Fore River de Quincy était un important site de construction navale, situé à Quincy, près de Boston, dans l'État du Massachusetts (États-Unis). Établi en 1900, ce chantier naval a longtemps été exploité par la Bethlehem Steel Corporation, puis la General Dynamics Corporation, qui l'a fermé en 1986.

## Les origines (1884-1913)
La zone où le chantier fut établi, au bord de la Fore River, avait une tradition ancienne de construction navale, puisqu'un premier bateau y fut construit dès 1696.
La Fore River Engine Company fut créée, en 1884, par Thomas Augustus Watson, un ancien assistant d'Alexander Graham Bell. En 1900, cette entreprise encore modeste établit un chantier naval à 3 km en aval de ses précédents ateliers, toujours à Quincy, sur une rive de la Fore River. L'emplacement présentait plusieurs avantages : proximité du port de Boston (15 km), bonne desserte par le rail et la mer, site abrité en bord de rivière, mais avec un accès à la mer en eau profonde, terrains disponibles pour de futures extensions.

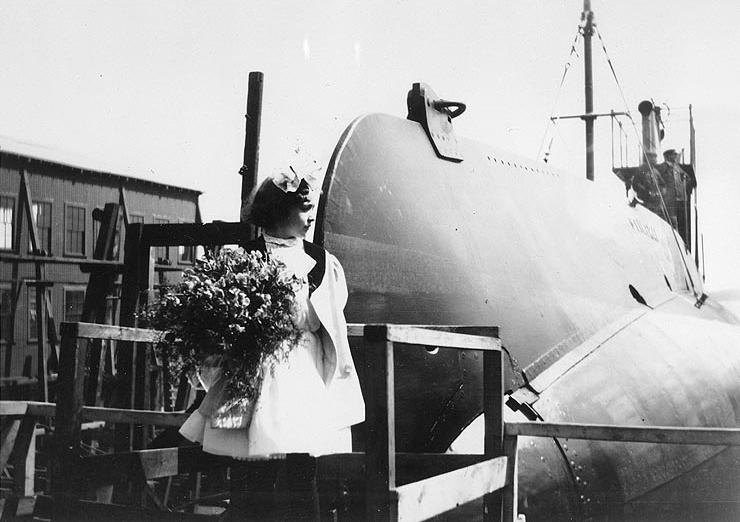
Lancement du sous-marin USS Stingray au chantier naval de Quincy, le 8 avril 1909.

En 1900, le chantier lança le premier bateau entièrement en acier construit dans la région : le Diamond Shoal. L'U.S. Navy lui passa plusieurs commandes, comme celle du croiseur Des Moines, lancé en 1902, et de deux cuirassés de 14 600 tonnes, le Rhode Island et le New Jersey, qui furent livrés en 1906, après des difficultés imprévues. Une goélette en acier à sept mâts fut lancée en 1902, le Thomas W. Lawson, du nom de son propriétaire.
L'entreprise, qui s'appelait alors la Fore River Ship & Engine Company, connut une rapide expansion et lança au cours des années suivantes des croiseurs, des destroyers, des sous-marins, des cuirassés et des navires de commerce.
Une partie de l'activité du chantier naval de Fore River résultait d'un accord passé avec la compagnie Electric Boat de Groton (Connecticut) pour la construction de la plupart des sous-marins que cette entreprise avait en commande. Cet arrangement dura une vingtaine d'années.

## Bethlehem Steel (1913-1963)

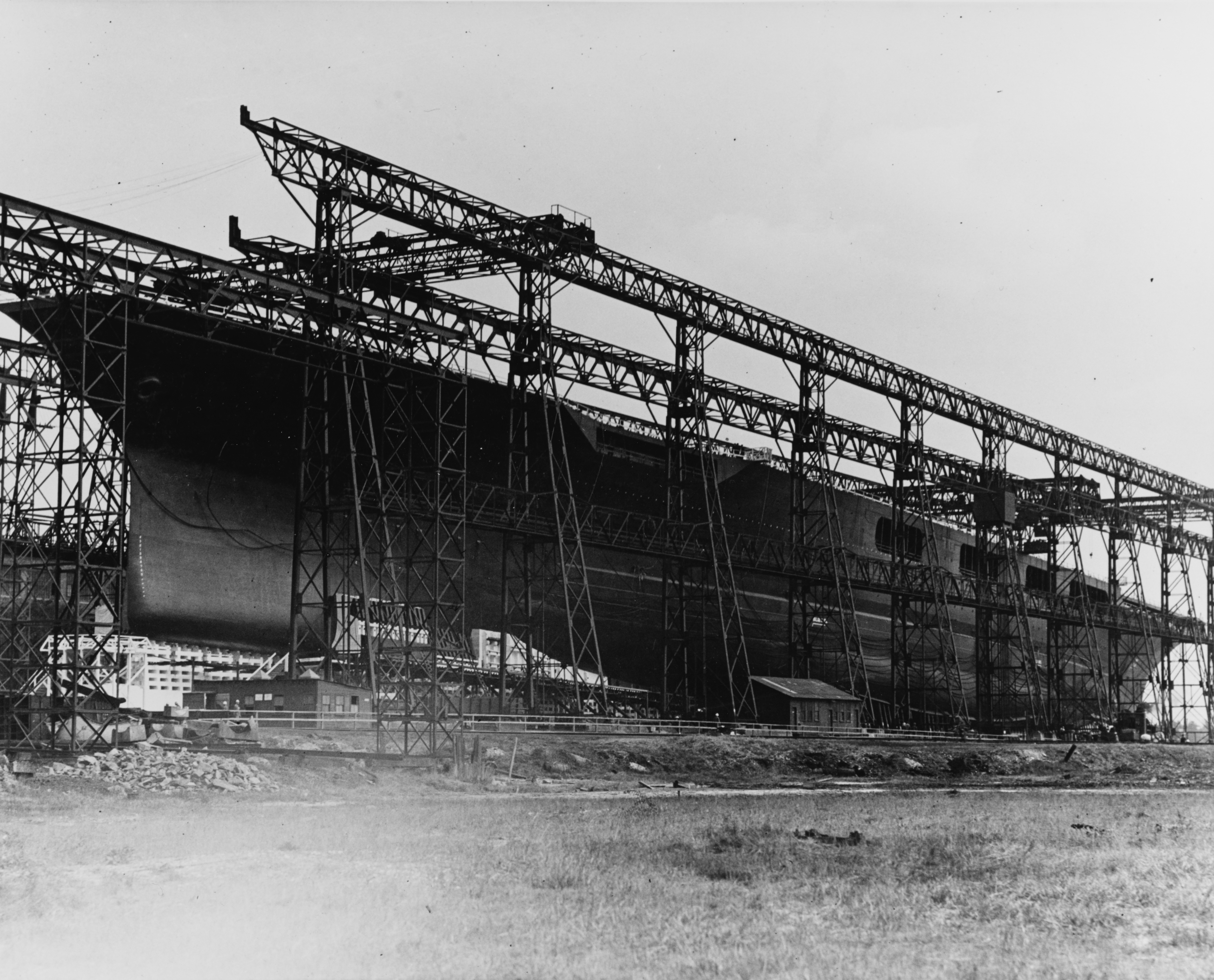
Le porte-avions USS Lexington peu avant son lancement (1925).

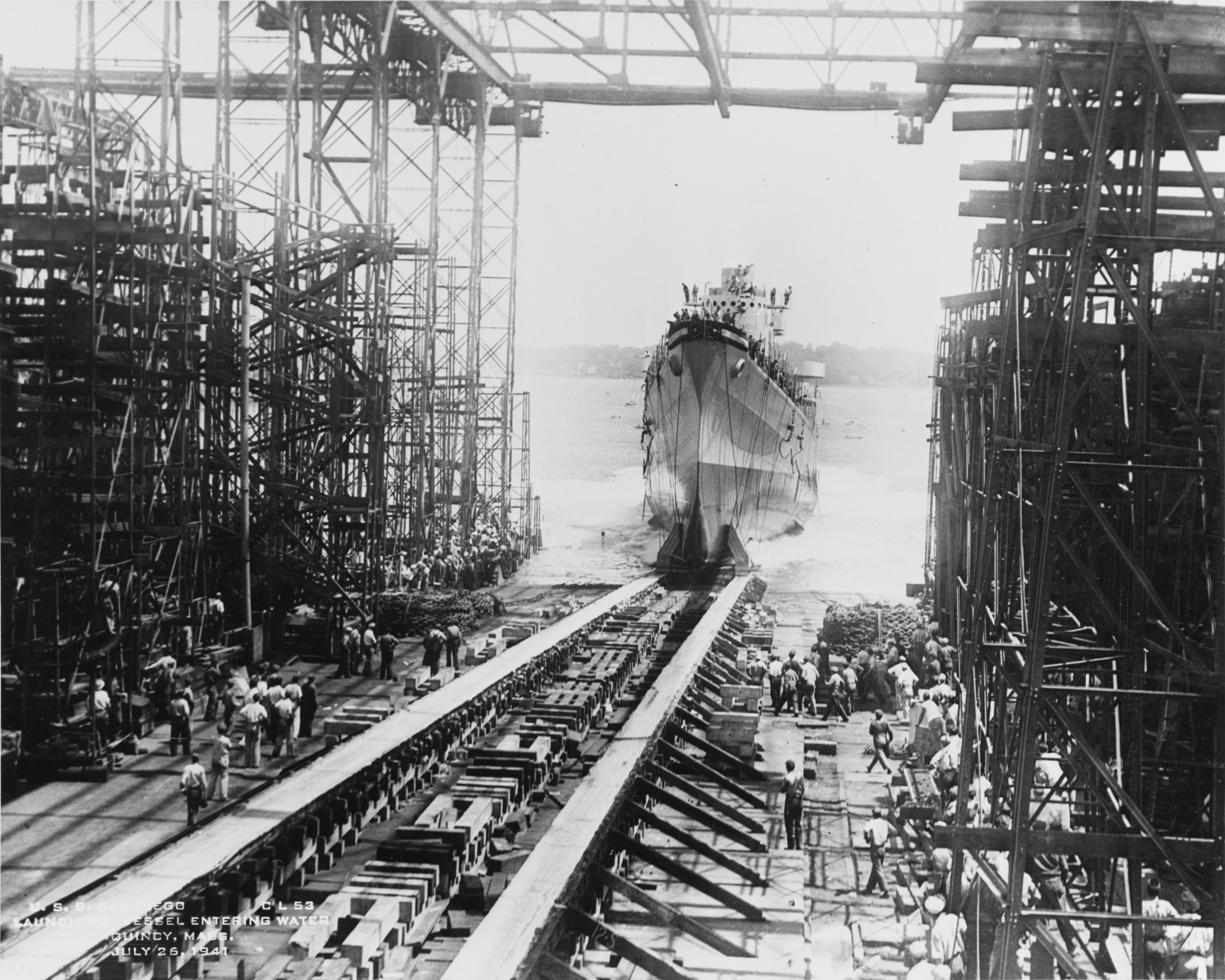
Lancement du croiseur San Diego le 26 juillet 1941.

En 1913, la Bethlehem Steel Corporation devait fournir l'acier pour la construction d'un cuirassé commandé par l'Argentine, le Rivadavia. Mais la Fore River Ship & Engine Company manquait des capacités financières pour mener à bien ce projet. Bethlehem Steel racheta alors le chantier de Fore River pour 4,8 millions de dollars, protégeant ses intérêts et s'assurant un rôle important dans la construction navale.
Pendant la Première Guerre mondiale, le chantier naval de Quincy, désormais connu sous le nom de Bethlehem Fore River, continua de grandir et de prospérer, employant jusqu'à 15 000 personnes. Un chantier annexe fut établi à proximité du chantier principal de Fore River ; le site, connu sous le nom de Squantum, était spécialisé dans la construction en série de destroyers. Bethlehem Fore River atteignit des records de production pendant la guerre : 71 destroyers, plus que tous les autres chantiers des États-Unis réunis (35 pour le chantier de Squantum et 36 pour celui de Fore River).
Après la guerre, le chantier annexe de Squantum fut fermé, mais celui de Quincy continua à construire des navires de commerce ainsi que des navires de guerre (croiseurs, sous-marins, destroyers et porte-avions). Le USS Lexington, le premier porte-avions non expérimental de l'U.S. Navy, fut livré par le chantier en 1928. Il s'agissait d'une coque de croiseur de bataille achevée en porte-avions. Avec le USS Saratoga, il joua un rôle majeur dans la construction de la flotte de porte-avions des États-Unis, dont le rôle allait être crucial pendant la Seconde Guerre mondiale.
Dans les années de la Grande Dépression, l'activité du chantier de Quincy ralentit. Il livra quelques destroyers et croiseurs à l'U.S. Navy ainsi qu'un porte-avions. Faute de commandes, le chantier se lança également dans la réparation navale. À cette époque, Quincy était une communauté plutôt conservatrice et le chantier manquait d'un puissant syndicat des travailleurs de la construction navale, à l'instar d'autres chantiers, qui aurait pu attirer sur lui l'attention du gouvernement ainsi que des commandes. En outre, la direction de Bethlehem Steel était particulièrement hostile à l'organisation d'un syndicat indépendant de travailleurs sur le chantier de Fore River.
En 1938, le programme d'expansion de l'U.S. Navy (Naval Expansion Program) entraîna une nette reprise de l'activité du chantier, dont l'effectif s'élevait à 17 000 travailleurs au moment de l'attaque de Pearl Harbor. Pendant la Seconde Guerre mondiale, de nombreux porte-avions, croiseurs, destroyers et cuirassés sortirent du chantier de Quincy et de son annexe, le chantier voisin de Hingham. Ce dernier était spécialisé dans la construction de bateaux de débarquement et d'escorteurs. En 1943, l'effectif total culmina à 32 000 personnes, y compris un certain nombre de femmes qui travaillaient comme soudeuses, grutières ou peintres.
Une fois la guerre terminée, le chantier naval de Quincy travailla d'abord pour satisfaire les dernières commandes de l'U.S Navy, passées pendant la guerre (croiseurs USS Salem et USS Des Moines). Puis le chantier entra dans une période plus difficile, souffrant en particulier de coûts de production élevés. En 1955, Bethlehem Steel laissa échapper les contrats pour la construction des nouveaux porte-avions de la classe Forrestal, qui allèrent pour la plupart à Newport News Shipbuilding. Fore River construisit néanmoins deux navires lance-missiles à propulsion nucléaire, les USS Bainbridge (CGN-25) et USS Long Beach (CGN-9). Il lança également le pétrolier Manhattan, célèbre pour son voyage par le passage du Nord-Ouest, effectué en 1969, soit un an après la découverte de pétrole au nord de l'Alaska.

## General Dynamics (1963-1986)

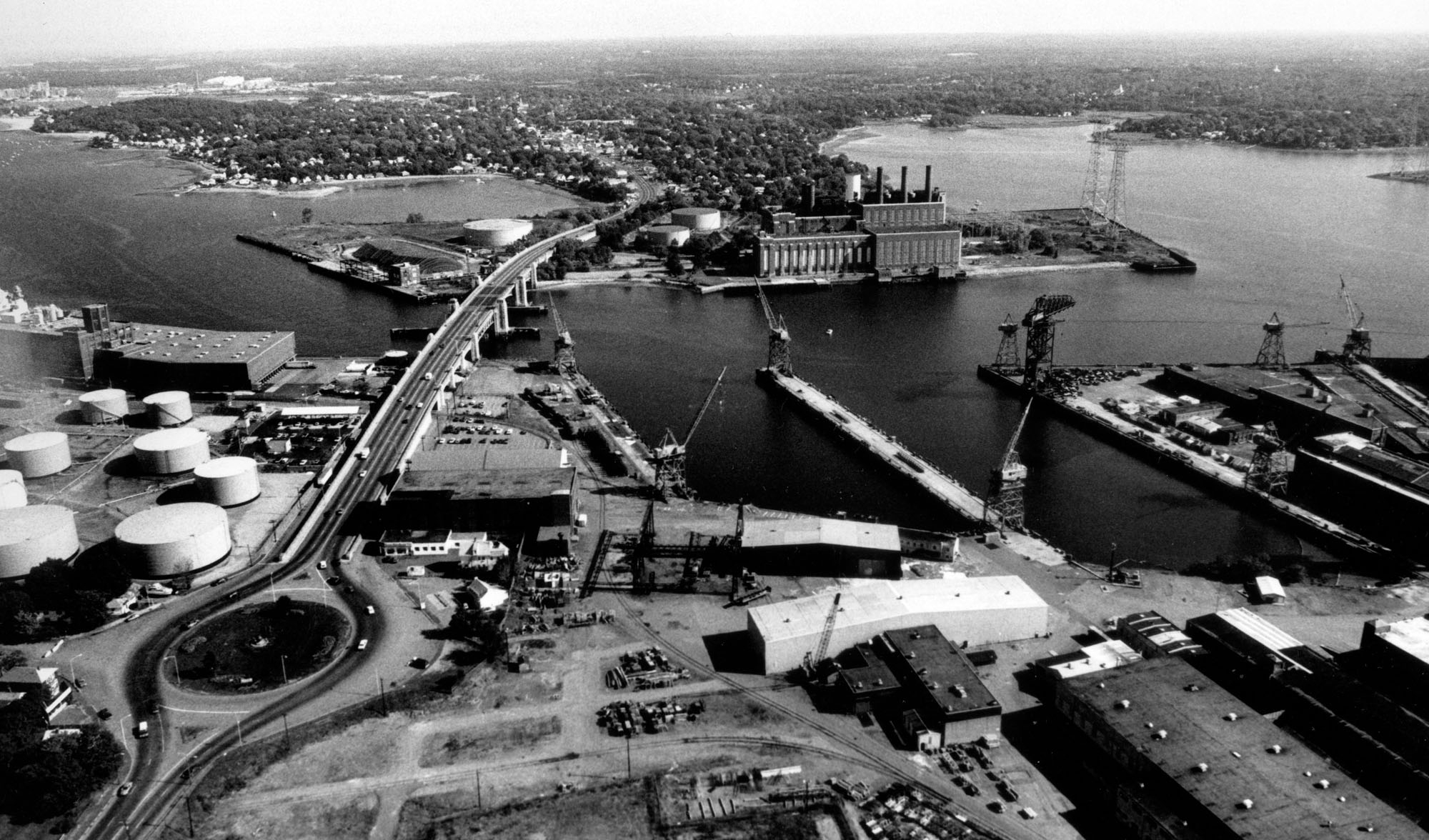
Vue du chantier avant 1965.

Faute de nouvelles commandes, Bethlehem Steel annonça en 1963 la mise en vente du chantier de Fore River et le licenciement ou la mise à la retraite de 1 300 des 1 800 salariés restant sur le site. Celui-ci fut racheté par la General Dynamics Corporation, dont il devint la « Quincy Shipbuilding Division ». General Dynamics était déjà propriétaire du chantier naval Electric Boat de Groton (Connecticut). D'importants investissements furent rapidement engagés à Quincy, afin de rétablir la compétitivité du chantier. Des bassins de construction modernes furent aménagés et de nouvelles techniques mises en œuvre, comme l'automatisation de certaines opérations ou la construction modulaire d'éléments préassemblés dans une autre partie du chantier. Un portique Goliath capable de soulever des pièces de 1 000 tonnes fut installé ; c'était alors la plus puissante grue de chantier naval américain.
General Dynamics effectua dans son chantier de Quincy la construction de navires de commerce et de navires de guerre de grandes dimensions, bien adaptés aux techniques de construction semi-automatisées et modulaires. General Dynamics lança différents navires pour l'US Navy, dont quatre sous-marins d'attaque, qui furent livrés entre 1967 et 1969 (Greenling, Gato, Whale et Sunfish). Des travaux de révision, de modernisation et de transformation de navires furent également conduits à Quincy, tant sur des navires marchands que militaires.

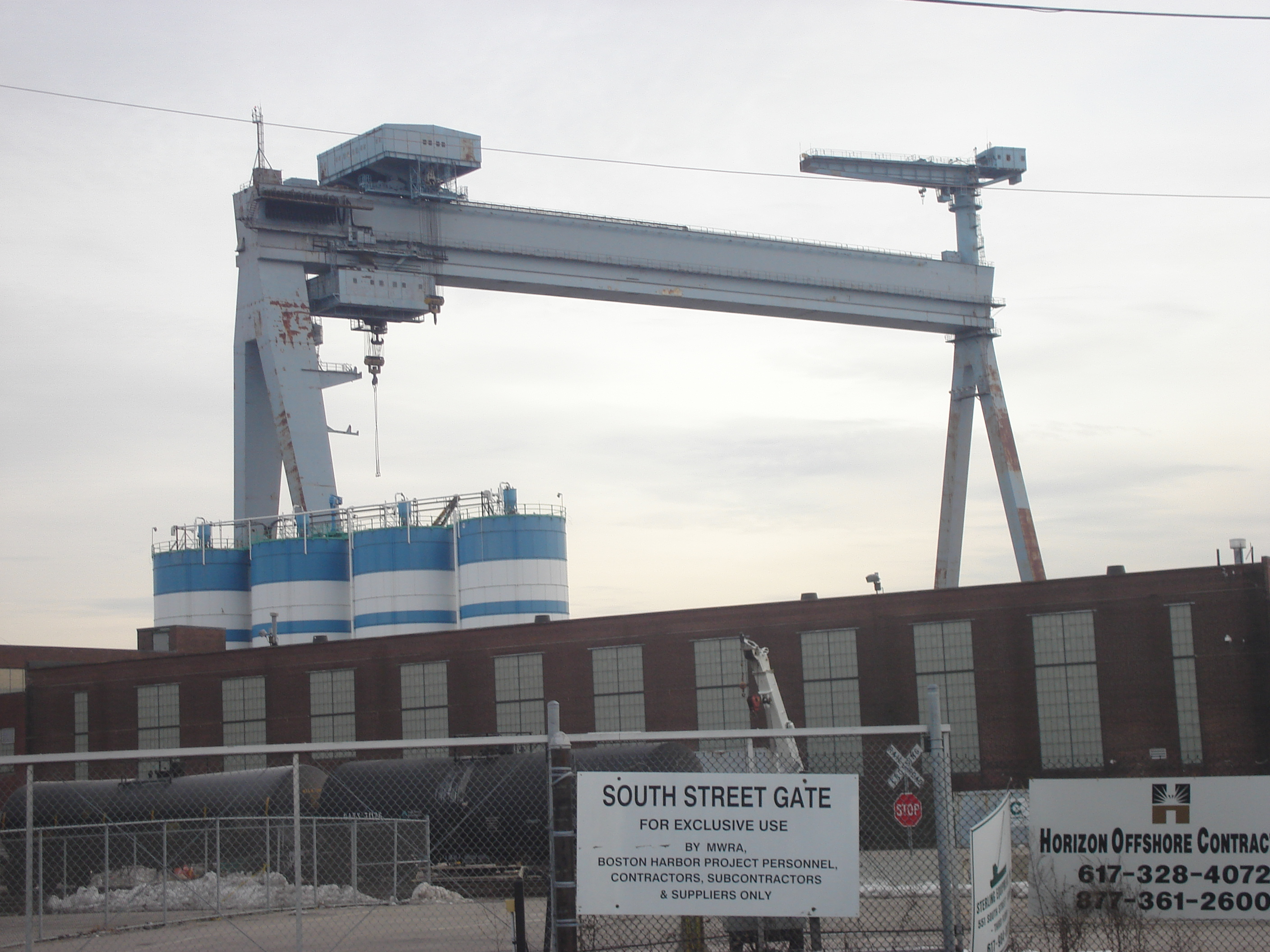
Grue portique de l'ancien chantier de Quincy (2008).

À la fin des années 1970 et au début des années 1980, le chantier de Quincy se consacra à la construction de dix énormes méthaniers (LNG carriers), longs de 285 mètres et capables de transporter 125 000 m3 de gaz naturel liquéfié. La construction très complexe de ces dix méthaniers est considérée comme un grand succès du chantier de Quincy. Au milieu des années 1980, le chantier construisit cinq navires de prépositionnement maritime (Maritime Prepositioning Ships, MPS) pour l'US Navy. Ces navires de 42 000 tonnes étaient conçus pour transporter tout l'équipement et les approvisionnements nécessaires à 4 000 marines pendant 30 jours de combat. Ces navires furent livrés en 1985 et 1986.
Ensuite, le manque de commandes et des coûts de production trop élevés, selon General Dynamics, conduisirent à la fermeture du chantier en 1986. Celui-ci occupait alors 7 000 salariés, qui furent licenciés ou mis à la retraite.
Les équipements furent vendus et le site fut utilisé comme dépôt pour des entreprises de travaux publics. Une activité de démolition de navires occupa quelque temps une partie du site.
En 1994, le USS Salem, revint à Quincy, où il constitue la pièce maîtresse d'un Musée de la construction navale des États-Unis (United States Naval & Shipbuilding Museum).

## Sources
- (en) Histoire du chantier de Fore River